# Bute House
Bute House es la residencia oficial del ministro principal de Escocia. Entre 1970 y 1999 era la residencia oficial del Secretario de Estado para Escocia (ministro) hasta convertirse en la del ministro principal después de la devolución de poder.
Ubicada en el número 6 de Charlotte Square en la  Ciudad nueva de Edimburgo, es el edificio central del lado norte de la plaza. Tanto la plaza como sus edificios fueron diseñados por Robert Adam, pero al fallecer este el año siguiente a su aprobación definitiva, las obras fueron llevadas a cabo por otros.